# Sassacus leucomystax
Sassacus leucomystax är en spindelart som först beskrevs av Lodovico di Caporiacco 1947.  Sassacus leucomystax ingår i släktet Sassacus och familjen hoppspindlar. Inga underarter finns listade i Catalogue of Life.